# (1207) Остения
(1207) Остения (лат. Ostenia) — небольшой астероид внешней части главного пояса, который был обнаружен 15 ноября 1931 года немецким астрономом Карлом Вильгельмом Рейнмутом, работавшим в Гейдельбергской обсерватории. Был назван в честь немецкого астронома-любителя Ганса Остена.
Период обращения астероида вокруг Солнца составляет 5,249 года.